# San Sebastián de los Reyes
San Sebastián de los Reyes egy spanyol város Madrid tartományban, a spanyol fővárostól 18 kilométerre északra. San Sebastián de los Reyes Algete, Alcobendas, Madrid, Colmenar Viejo, Cobeña, Paracuellos de Jarama és Fuencarral-El Pardo községekkel határos. Lakosainak száma 94 969 fő (2024).

## Népesség
A település lakosságának változását az alábbi diagram mutatja:
| Lakosok száma | 59 646 | 62 242 | 68 740 | 75 912 | 81 466 | 83 329 | 86 707 | 89 276 | 91 083 | 94 969 |
|               | 2001   | 2004   | 2007   | 2009   | 2012   | 2014   | 2017   | 2019   | 2022   | 2024   |

## Testvérvárosa
Baunatal, Németország